# Transformador en zigzag

Transformador en zigzag de nueve bobinas

Un transformador en zigzag es un transformador de propósito especial con una conexión en zigzag o «estrella interconectada», de tal manera que la salida es la suma vectorial de dos fases desplazadas 120 grados. Se usa como un transformador de puesta a tierra, creando un neutro faltante de un sistema trifásico, con el fin de conectarlo a una puesta a tierra, con el propósito de: 
- Mitigación de armónicos, debido a que estos pueden eliminar las tripletas armónicas (3.a, 9.a, 15.a, 21.a, etcétera);[2]
- Suministrar potencia trifásica como un autotransformador (sirviendo como el primario y secundario, sin circuitos aislados);[3]
- Suplir potencia trifásica desfasada no convencional.[1]

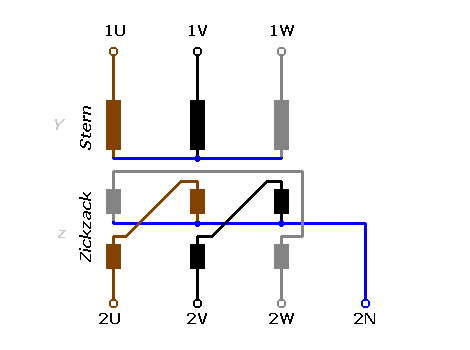
Transformador en zigzag